# Лис Микола Миколайович
Микола Миколайович Лис (17 березня 1967, смт Ярмолинці, Хмельницька область — 1 квітня 2022, біля с. Мала Комишуваха, Харківська область) — український військовослужбовець, старший сержант 3 ОТБр Збройних сил України, учасник російсько-української війни.

## Життєпис
Микола Лис народився 17 березня 1967 року в смт Ярмолинцях на Хмельниччині.
Працював завгоспом Ярмолинецької ДЮСШ.
У 2015—2016 роках був учасником АТО. З початком повномасштабного російського вторгнення знову на фронті. Служив командиром танка 3-ї окремої танкової бригади.
Понад рік вважався безвісти зниклим. Згодом було проведено ДНК-експертизу, яка підтвердила загибель військовослужбовця 1 квітня 2022 року біля с. Малої Комишувахи на Харківщині.
Похований 1 серпня 2023 року в рідному місті.

## Нагороди
- медаль «Захиснику Вітчизни» (13 квітня 2022) — за особисту мужність і самовіддані дії, виявлені у захисті державного суверенітету та територіальної цілісності України, вірність військовій присязі[1].

## Вшанування пам'яті
29 жовтня 2023 року танкісти 3 ОТБр відкрили на Харківщині пам'ятний знак старшому сержанту Миколі Лису біля місця його загибелі.